# Alain de Botton
Alain de Botton és un escriptor i conferenciant britànic establert a Londres i nascut a Suïssa l'any 1969. Els seus llibres tracten diversos temes contemporanis, posant èmfasi en la rellevància de la filosofia per a la vida quotidiana. El 1993 va publicar la novel·la-assaig Essays in Love, que va arribar a vendre dos milions d'exemplars. Altres best-sellers seus inclouen How Proust Can Change Your Life (1997), Status Anxiety (2004) i The Architecture of Happiness (2006).
De Status Anxiety se’n va fer al Regne Unit una sèrie de televisió, emesa també pel Canal 33 català, amb el títol Angoixats per l'estatus.
Va ser cofundador de The School of Life el 2008 i Living Architecture el 2009. El 2015 va ser guardonat amb "The Fellowship of Schopenhauer", un premi anual d'escriptors del Melbourne Writers Festival, per aquest treball.

## Llibres
- Essays in love (1993). Londres: Macmillan.

— (1993). On love [variant del títol als EEUU]. Nova York: Grove Press.
— (2006). Essays in love. Edició revisada. Londres: Picador.
- The Romantic Movement (1994)
- Kiss and Tell (1995)
- How Proust Can Change Your Life (1997)
- The Consolations of Philosophy (2000)

— El consol de la filosofia (La Magrana, 2009)
- The Art of Travel (2002)
- Status Anxiety (2004)
- The Architecture of Happiness (2006)
- The Pleasures and Sorrows of Work (2009)
- A Week at the Airport (2009)
- Religion for Atheists: A Non-Believer's Guide to the Uses of Religion (2012)
- How to Think More About Sex (2012)
- The News: A User's Manual (2014)
- The Course of Love (2016)
- A Therapeutic Journey - Lessons from the School of Life (2023)